# A Time to Kill (film)
A Time to Kill is een Amerikaanse film uit 1996 geregisseerd door Joel Schumacher. De hoofdrollen worden vertolkt door Matthew McConaughey en Sandra Bullock. Het verhaal is gebaseerd op de gelijknamige thriller van John Grisham.

## Verhaal
Tonya Hailey, een tienjarig Afro-Amerikaans meisje, wordt verkracht en mishandeld door twee blanke racistische mannen tijdens het boodschappen doen. Haar vader, Carl Lee Hailey (Samuel L. Jackson), vermoordt de twee mannen in de rechtszaal . De jonge advocaat Jake Brigance (Matthew McConaughey) verdedigt zijn zaak met de hulp van rechtenstudente Ellen Roark (Sandra Bullock).

## Rolverdeling
| Acteur              | Personage                                  |
| ------------------- | ------------------------------------------ |
| Matthew McConaughey | Jake Tyler Brigance                        |
| Sandra Bullock      | Ellen Roark                                |
| Samuel L. Jackson   | Carl Lee Hailey                            |
| Kevin Spacey        | DA Rufus Buckley                           |
| Oliver Platt        | Harry Rex Vonner                           |
| Charles S. Dutton   | Sheriff Ozzie Walls                        |
| Brenda Fricker      | Ethel Twitty                               |
| Donald Sutherland   | Lucien Wilbanks                            |
| Kiefer Sutherland   | Freddie Lee Cobb                           |
| Patrick McGoohan    | Rechter Omar Noose                         |
| Ashley Judd         | Carla Brigance                             |
| Alexandra Kyle      | Hannah Brigance                            |
| Chris Cooper        | Dwayne Powell Looney                       |
| Doug Hutchison      | James Louis 'Pete' Willard                 |
| Nicky Katt          | Billy Ray Cobb                             |
| Mark W. Johnson     | Hulpsheriff Willie Hastings                |
| Anthony Heald       | Dr. Wilbert Rodeheaver                     |
| Joe Seneca          | Dominee Isaiah Street                      |
| Tonea Stewart       | Gwen Hailey                                |
| RaéVen Kelly        | Tonya Hailey (als RaéVen Larrymore Kelly)  |
| Kurtwood Smith      | Stump Sisson                               |
| Beth Grant          | Cora Mae Cobb                              |
| M. Emmet Walsh      | Dr. Willard Tyrell 'W.T.' Bass (onvermeld) |

## Prijzen
Genomineerd:
- Golden Globe voor Beste mannelijke bijrol (Samuel L. Jackson)
- Grammy Award voor Beste muziek (Elliot Goldenthal)

Gewonnen:
- Blockbuster Entertainment Award voor Beste actrice (Sandra Bullock) en Beste mannelijke bijrol (Samuel L. Jackson)
- Image Award voor Beste film en Beste mannelijke bijrol (Samuel L. Jackson)
- MTV Movie Award voor Beste doorbraak (Matthew McConaughey)